# 馬丁半島

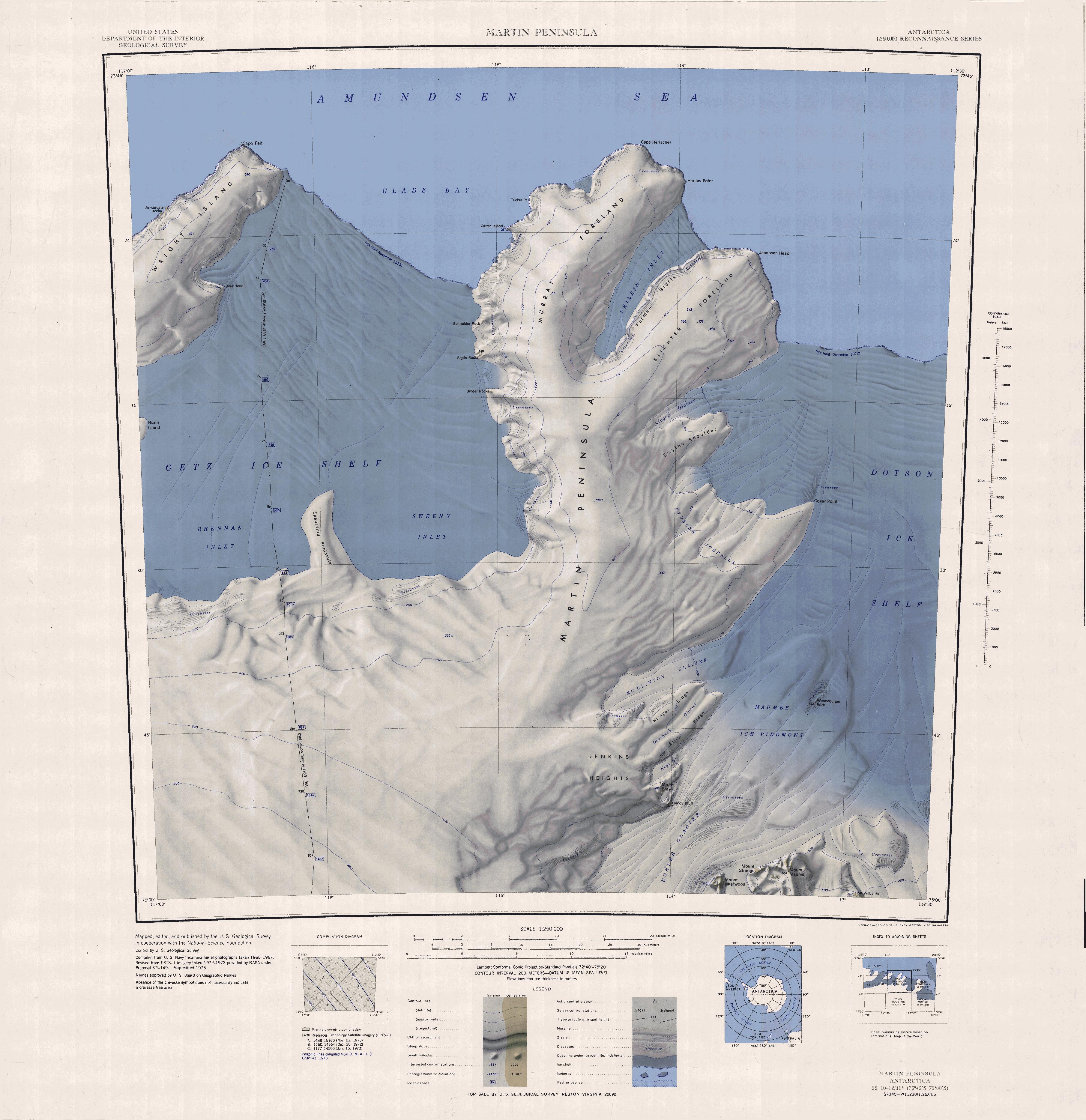

馬丁半島（英語：Martin Peninsula）是南極洲的半島，位於蓋茨冰架和多特森冰架之間的南極州半島，處於瑪麗伯德地沿岸，北面與阿蒙森海相接，長96公里、寬32公里。